# Mikrokosmos (Album)
Mikrokosmos ist das fünfte Album der deutschen Hip-Hop-Gruppe 257ers. Es ist das erste Album das als Duo veröffentlicht wurde. Es erschien am 1. Juli 2016 über das Düsseldorfer Label Selfmade Records.

## Hintergrund
Im Herbst 2014 veröffentlichten die 257ers mit Boomshakkalakka ihr erstes Album, das Platz 1 der deutschen Charts erreichen konnte. Nachdem sie dieses im Rahmen einer Konzert-Tournee präsentiert hatten, trat das Trio wieder auf dem Sampler Chronik 3 in Erscheinung. Am 20. Mai 2016 erfolgte die Ankündigung des fünften Albums unter dem Titel „Mikrokosmos“ für den 1. Juli. Zeitgleich wurde das Cover präsentiert und Alexis Troy als ausführender Produzent benannt.
Mitte Juni verkündete die Gruppe, dass Keule die 257ers verlassen habe. Nachdem die ersten Songs des neuen Albums bereits aufgenommen worden waren, entschied der Rapper, in Zukunft keine Musik mehr aufnehmen und sich verstärkt seiner Familie widmen zu wollen. Mike und Shneezin verwarfen daraufhin die bisherigen Stücke und begannen die Arbeit von Neuem.
Durch die vielen verschiedenen Musikstile des Albums sei laut Shneezin ein Titel gesucht worden, der den „roten Faden des Albums, dass kein Song zum anderen“ passe, beschreibe. Die eigentlich Idee, das Album „Mikrokosmos“ zu nennen, sei schließlich durch den Tourmanager der Band geäußert worden.

## Titelliste
1. Wieder da – 2:44
2. Save Money – 2:54
3. Holland – 3:08
4. Jibbitbongbier – 3:21
5. Elton John – 3:15
6. Out Of Se Window – 3:20
7. Mama (feat. Horntje) – 3:04
8. Früher war besser – 3:36
9. Platzverweis – 3:03
10. Das Gleiche – 3:22
11. ESDZDA – 3:18
12. Püppchen – 4:15
13. Weil ich kann – 3:22
14. Diggy Diggy – 2:49
15. Holz – 3:08

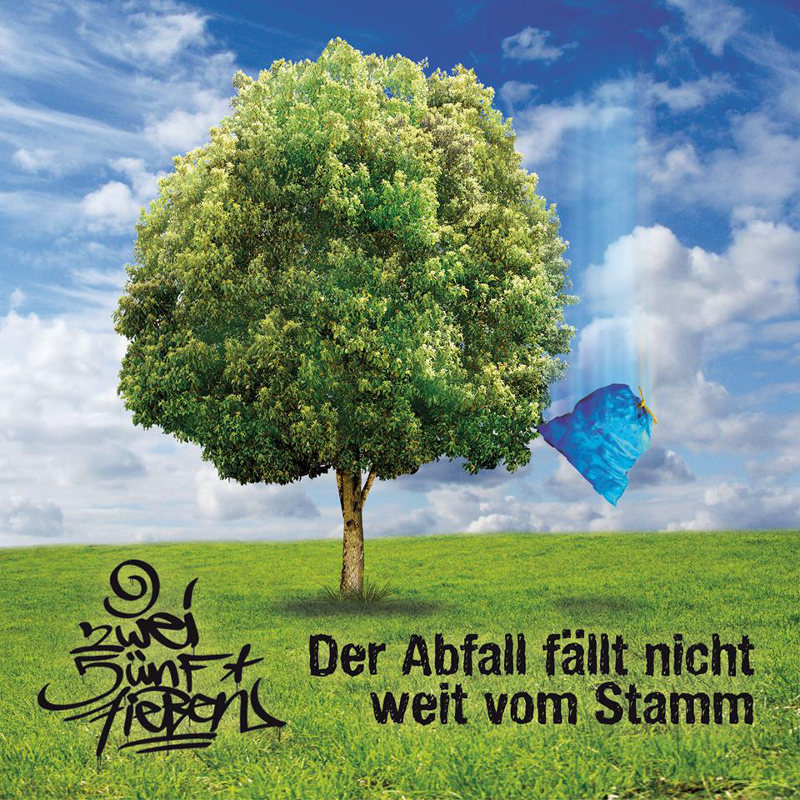
Cover der EP „Der Abfall fällt nicht weit vom Stamm“

Bonus-EP Der Abfall fällt nicht weit vom Stamm der Limited-Deluxe-Edition:
1. Oioioi – 2:11
2. Alles hat ein Ende (feat. Karate Andi und Pedaz) – 4:55
3. FDM (feat. donetasy und Luthifah) – 3:51
4. Pfand (feat. Cengiz) – 3:14
5. Excusez-moi – 2:01
6. Aloha – 2:40
7. 257 ist der Boss 2016 – 3:01

## Produktion

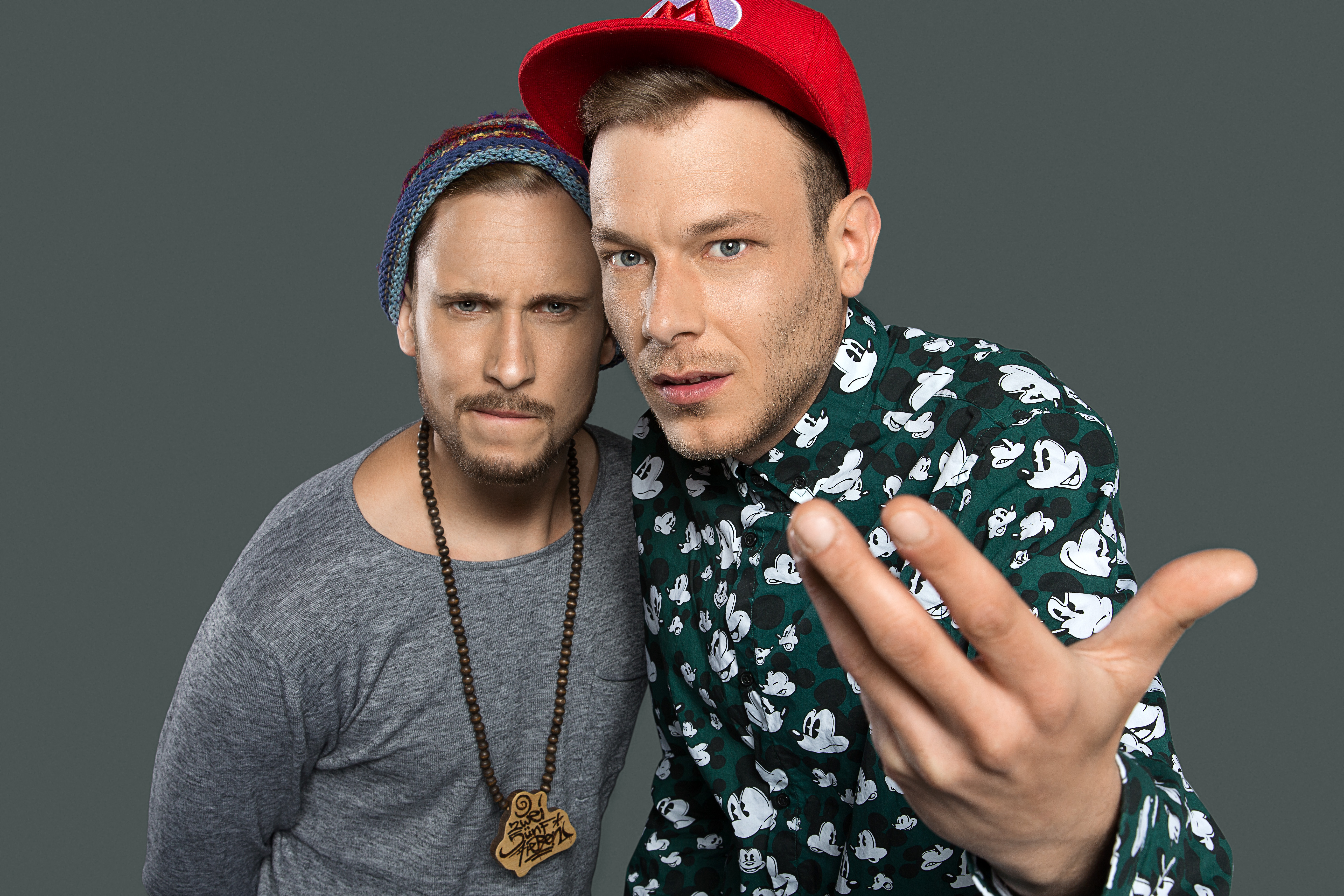
257ers (2016)

Mikrokosmos wurde nahezu vollständig von Alexis Troy produziert. Für das Stück Save Money trat neben Troy Niko Floss als Koproduzent in Erscheinung. Zudem war Voddi 257 für Diggy Diggy sowie in Zusammenarbeit mit Alexis Troy für Holz verantwortlich. Neben den Hip-Hop-Produzenten wurden für den Song Elton John ergänzend Musiker eingesetzt. So spielte Sven Jentgens die Drums, während Thomas Inderka, Peter Schwatlo und Reiner Witzel die Bläsersektion bildeten.
Die Lieder des Albums wurden von Jakob „Voddi 257“ Epifanov in den 257ers Studios in Essen aufgenommen. Neben den beiden Rappern des Duos, Shneezin und Mike, ist Horntje als einziger Gastsänger auf Mama vertreten. Zusätzlich steuerte Nely Daja den Begleitgesang für Elton John bei.
Im Anschluss an die Aufnahmen erfolgte die Abmischung durch Yunus „Kingsize“ Cimen in den Düsseldorfer Homeboy Studios. Der abschließende Produktionsprozess des Masterings wurde von Robin Schmidt bei 24-96 Mastering in Karlsruhe übernommen.

## Illustration

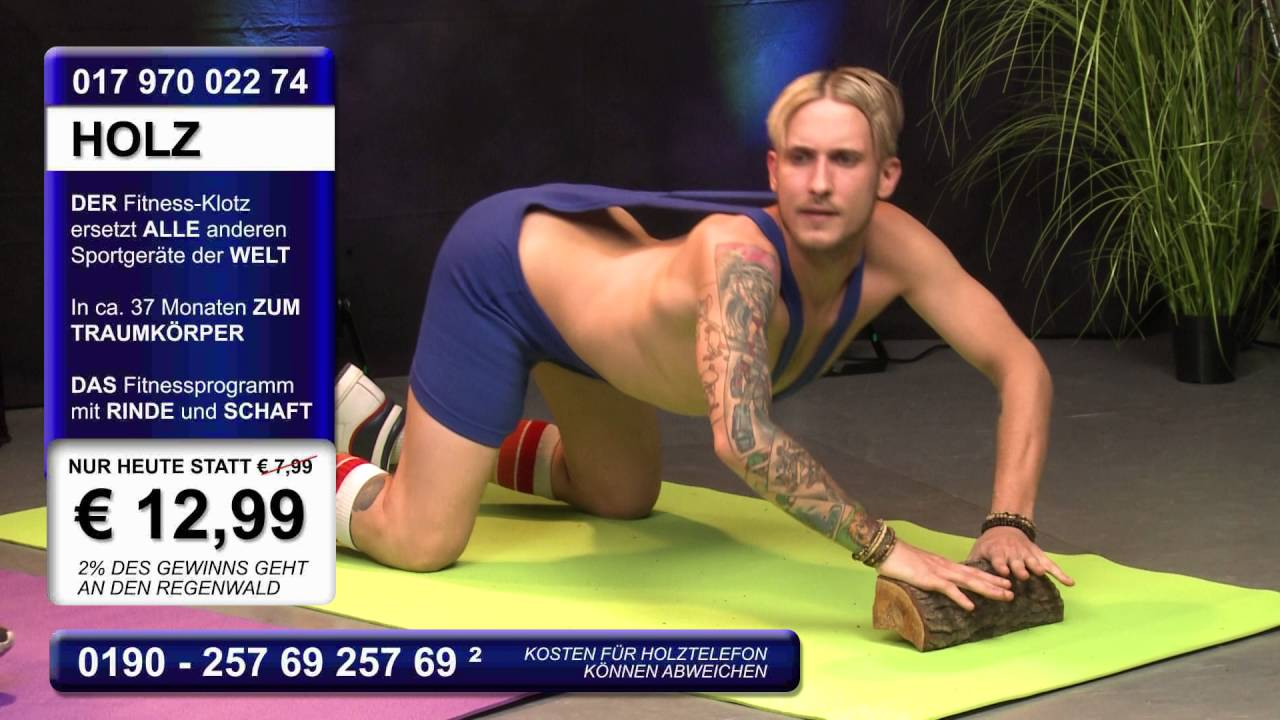
Videoausschnitt zu „Holz“

Für die Illustration des Booklets konnte der Künstler Dave Hänggi als Artdirector gewonnen werden. Der Schweizer ist vor allem für seine surrealistischen Designs bekannt.

## Vermarktung
Am 26. Mai 2016 erschien mit Holland das erste Video zu Mikrokosmos. Bis zum 16. Juli wurde dieses 5 Millionen Mal auf dem Videoportal YouTube aufgerufen. Als zweites Lied wurde Save Money von Oh My als Musikvideo umgesetzt. Für dieses wurden die Köpfe von Shneezin und Mike in ältere Videos des Labels Selfmade Records eingefügt. Am 1. Juli wurde das dritte Video zu Holz veröffentlicht. Neben den Musikvideos erschien ein Videosnippet, in dem die Lieder des Albums auszugsweise vorgestellt werden.

## Kritiken
Die E-Zine Laut.de bewertete Mikrokosmos mit vier von möglichen fünf Punkten. Aus Sicht der Redakteurin Dani Fromm sei die Zusammenarbeit mit Alexis Troy ein „Riesengewinn“ für die Veröffentlichung. So lass dieser „den musikalischen Kosmos in alle erdenklichen Richtungen expandieren.“ Mike und Shneezin seien möglicherweise in „ihrer analen Phase stecken geblieben“, wahrscheinlicher sei jedoch, „dass sie das nur vorgaukeln.“ Selbst die „völlig bescheuerte Denglisch-Orgie“ Out Of Se Window verrate durch „Sprache, Wortschatz, Bilder und vor allem ihr[en] Einsatz“, dass die Rapper „keineswegs die vernageltsten Vertreter ihrer Zunft“ darstellen. Des Weiteren könne „über den konfusen Inhalten und der hemmungslos albernen Inszenierung“ nicht entgehen, „was für unangreifbar gute Rap-Technik“ Mikrokosmos aufbieten.
In einer Kritik der Internetseite Rap.de bezeichnet der Redakteur Skinny die Musik des Duos als „zu krawallig, zu hektisch, zu albern.“ Dabei handele es sich um ein „musikalisches Potpourri“, was anhand der zahlreichen Einflüssen deutlich werde. So sei es unberechenbar, „ob sich nun Reggae- und Jazz-Elemente, wie in „Holz“ , Rock’n’Roll-Sounds in „Mama“ oder doch ein Drum&Bass-Einschlag, in „Jibbitbongbier“ finden.“ Alexis Troy habe es damit geschafft, einen Wandel „im bisher rein synthetischen, sturen Sound der 257ers einzuleiten.“ Die beiden Essener präsentieren sich als „hervorragende Rapper, [die] aus rein technischer Sicht einen Großteil der hiesigen Raplandschaft“ überragen. Textlich haben die Songs „einen roten Faden“, der jedoch „meistens völlig banal“ sei. Zusammengefasst sei Mikrokosmos „aus der entsprechenden Perspektive […] wirklich ein gutes Album“, aber nichts für „Menschen mit klarem Verstand.“

## Kommerzieller Erfolg

### Chartplatzierungen
Mikrokosmos stieg auf Platz 1 der deutschen Album-Charts ein. Damit ist es nach Boomshakkalakka das zweite Album der Band, das die höchste Position der Hitparade erreichen konnte. Für das Hip-Hop-Label Selfmade Records stellt es die neunte Platz-1-Veröffentlichung dar. In den deutschen Albumcharts des Jahres 2016 belegte es Rang 64 und in den HipHop-Jahrescharts Platz 11.
| ChartsChartplatzierungen | Höchstplatzierung | Wochen |
| ------------------------ | ----------------- | ------ |
| Deutschland (GfK)        | 1 (25 Wo.)        | 25     |
| Österreich (Ö3)          | 8 (2 Wo.)         | 2      |
| Schweiz (IFPI)           | 31 (1 Wo.)        | 1      |

| ChartsJahrescharts (2014) | Platzierung |
| ------------------------- | ----------- |
| Deutschland (GfK)         | 64          |

### Auszeichnungen für Musikverkäufe
| Land/Region        | Auszeichnungen für Musikverkäufe (Land/Region, Auszeichnung, Verkäufe) | Verkäufe |
| ------------------ | ---------------------------------------------------------------------- | -------- |
| Deutschland (BVMI) | Gold                                                                   | 100.000  |
| Insgesamt          | 1× Gold ·                                                              | 100.000  |